# Пафлагонија (тема)
Пафлагонија (грч. θέμα Παφλαγονίας) је била административна јединица Византијског царства која је на просторима данашње Турске постојала у периоду од око 820. до око 1380. године. 

## Историја
Стратег (управник) Пафлагоније у изворима се први пут јавља новембра 826. године. Тема Пафлагонија основана је око 820. године. Територија ове теме обухватала је области античке провинције Пафлагоније. Административни и црквени центар Пафлагоније у антици био је град Гангра. До 9. века налазила се у саставу Опсикије и Букелариона. Ворен Тераголд је сматрао да је Пафлагонија до 820-тих година била у саставу теме Арменијаке (једне од првобитних тема основаних током владавине цара Ираклија), а не Букелариона. Он је сугерисао да је до одвајања дошло услед руске навале на Црно море. По речима арапских географа Бин Хордадбеха и Бин ел Факиха, провинција је бројала око 5000 војника и пет утврђених места. Значајан изузетак од уобичајене тематске организације јесте титула катепана, задуженог за команду на мору, чије је седиште било у Амастрису. 
Након битке код Манцикерта 1071. године, велики део Пафлагоније пао је под Селџуке. Кампања Јована II Комнина из 1130-тих година поново је успоставила византијску контролу на обали. Унутрашњост је била спољна; Јован је повратио Кастамону и Гангру, али су их Турци убрзо поново заузели. Након Четвртог крсташког рата, Пафлагонија је дошла под контролу Давида Комнина, али је 1214. године никејски цар Теодор Ласкарис заузео њене западне делове, укључујући и Амастрис. Ове територије остале су у византијским рукама до краја 14. века, када су их заузели Турци и Ђеновљани. 